# Hostway
Hostway成立于1998年，是一个总部位于美國芝加哥的跨国網頁寄存公司。它为个人、小到中型企业、以及大的集团提供网站、数据库以及商业应用程序的寄存服务，同时还提供Internet营销和Web设计服务。Hostway在全球范围内为超过600,000个客户提供服务。主要客户包括：可口可乐、迪士尼、麦格劳-希尔集团、Sony/BMG、箭牌、好時、福克斯新聞頻道以及维基媒体基金会。

## Hostway历史

### 建立
1998年，芝加哥大学校友Lucas Roh、John Lee、Arnold Choi和其他两个商业伙伴收购了Spectronet Inc.，一个有着年收入30,000美元的网页寄存公司。他们将公司重新命名为Hostway Corporation并开始了将业务扩展到美国和全球市场的准备。
Roh曾经在阿贡国家实验室作为一名计算机科学家工作，从事在新兴领域“自動微分”的领先研究。他还在泰克公司和惠普公司作为软件和硬件工程师工作了6年。Roh的技术背景加上他在商业上的兴趣使他成为Hostway的创建者之一、总裁和CEO。

### 全球化
在建立了芝加哥地区和美国的客户群之后，公司启动了Hostway韩国。这被证明为Hostway扩展业务的一个理想的出发点，因为Roh在中学阶段全家移民美国之前在大韩民国长大和接受教育，因而他对其商业文化和流程非常熟悉。这成为了它网页寄存服务的全球化的更大扩展的一个开始。
Hostway在北美洲（芝加哥、坦帕、奧斯汀、溫哥華），欧洲（英国、法国、荷兰、比利时、德国），以及澳大利亚、印度和朝鲜开设数据中心和办公室的扩展过程中，仍然保持了其私人公司的性质。Hostway从创立开始一直处于盈利状态，在Hostway全球化目标的实施中，完全没有利用外部风险投资资金，这同样值得注意。

### 收购
2000年后，Hostway进行了多次对其他公司的合并和收购，以增加其客户群和增强其在独立服务器／代管寄存和域名注册市场的势力。最引人关注的是2003年和加拿大的NetNation Communications（NASDAQ：NNCI）的合并，为此其向NetNation的股票持有者支付了大约一千万美元现金。
在2006年6月，Hostway宣布了其位于波音全球总部的新数据中心，在芝加哥商业区的核心位置。它是芝加哥商业区最大的商业运营的数据中心。
在2007年4月，Hostway宣布了对Affinity Internet Inc.的收购。Affinity Internet Inc.总部位于劳德代尔堡，拥有大约300名雇员，并从1996年开始运作。在2007年7月，Hostway迁移了Affinity的迈阿密数据中心，这导致了一场灾难，在IT management杂志2008年1月28日评出的“2007年数据库灾难”中排名第二。

### 出售
在2009年5月，Hostway出售了他们在佛罗里达的劳德代尔堡数据中心及其上的客户给博卡拉顿的Host.net。

## Hostway办公室和数据中心
Hostway在以下地方拥有办公室和数据中心：
- 芝加哥
- 坦帕 (佛罗里达州)
- 奧斯汀
- 溫哥華
- 英国伦敦
- 法国巴黎
- 荷兰阿姆斯特丹
- 比利时安特卫普
- 德国美因河畔法兰克福
- 德国汉诺威
- 澳大利亚悉尼
- 印度孟买
- 大韩民国首爾
- 羅馬尼亞布加勒斯特
- 劳德代尔堡
- 索菲亞

## 托管基础设施
- 总数据中心空间450,000 sq ft（42,000 m2）
- 独立于接入商
- 到T1 Internet主干网提供者的多重OC-48、OC-12和GigE连接
- 思科、Foundry、Juniper网络设备
- 11个无人值守T1数据中心网络
- 兆瓦级柴油发电机
- VESDA探测和基于FM200气体的灭火系统